# Нью-Орлеан Сэйнтс
«Нью-Орлеан Сэйнтс», «Нью-Орлеан Сейнтс» (англ. New Orleans Saints) — профессиональный клуб по американскому футболу из города Новый Орлеан, штата Луизиана, выступающий в Национальной футбольной лиге. «Сэйнтс» играют в Южном дивизионе Национальной футбольной конференции.
Команда была основана в 1967 году. С момента основания, команда не могла добиться особых успехов. Успешными сезонами можно назвать выступления с 1987 по 1992, когда команде удавалось пробиться в плей-офф четыре раза. В следующий раз им удалось это сделать только в сезоне 2000 года.
Их самый большой успех пришелся на 2009 сезон, когда они выиграли Супербоул и стали одной из двух команд в истории НФЛ, которым удалось выиграть первое и единственное появления в Супербоуле (вторая — «Нью-Йорк Джетс»).

## История
В 2005 году в результате урагана Катрина, Сэйнтс были вынуждены поменять домашнюю арену для игр на время регулярного чемпионата. Они провели 4 матча на «Тайгер-стэдиуме», 3 на Аламодоум и 1 на «Джайнтс-стэдиум». Их основная арена «Луизиана Супердоум», была временным убежищем для пострадавших от урагана, к тому же стадиону потребовалась небольшая реконструкция в результате повреждений, нанесенных ураганом.
В 2006 году команда претерпела множество изменений: пост главного тренера занял Шон Пэйтон, который до этого ни разу не занимал столь высокой должности, в первом раунде драфта НФЛ был выбран перспективный и подающий большие надежды задний бегущий Реджи Буш, а роль стартового квотербека занял Дрю Брис, перешедший из «Сан-Диего Чарджерс». Сезон для «Сэйнтс» начался очень удачно, команда не знала поражения первые 6 недель регулярного чемпионата, что являлось рекордом для команды. В первом матче на вновь открытой после реконструкции «Луизиана Супердоум» была повержена «Атланта Фэлконс» со счетом 23-3. Регулярный чемпионат «Сэйнтс» закончили с 10 победами и 6 поражениями, заняв первое место в своем дивизионе, что позволило им попасть в плей-офф. В первом матче плей-офф была повержена «Филадельфия Иглз» со счетом 27-24. В следующем матче плей-офф, за право выхода в Супербоул, «Сэйнтс» потерпели поражение от «Чикаго Беарз» со счетом 39-14.
В сезонах 2007 и 2008 игры плей-офф обходили «Сэйнтс» стороной. Единственным существенным достижением в 2008 году стало достижение квотербека Дрю Бриса, который перешел отметку в 5000 ярдов пасом, с показателем 5069 ярдов, став вторым после Дэна Марино (5084), кому это удавалось сделать за всю историю НФЛ.
Сезон 2009 года стал лучшим за всю историю команды. «Сэйнтс» начали сезон с 13 побед подряд, что стало новым рекордом клуба, a Дрю Брис поставил рекорд по наибольшему проценту (70.62) завершенных пасов за сезон. Немного испортило впечатление 3 поражения в конце регулярного чемпионата, хотя они не играли существенной роли, так как «Сэйнтс» оформили себе место в плей-офф ещё на 12 неделе сезона.
В феврале 2012 года появилась информация о том, что игрокам защиты команды, в сезоне-2009 ставшей победителем Супербоула, проводились выплаты за нанесение таких ударов соперникам, «после которых они были не в состоянии продолжить игру». Проведенное расследование показало, что такая практика применялась командой в течение трех последних сезонов. В этот период в должность координатора (тренера) обороны вступил Грегг Уильямс. Защитники получали около 1 тыс. долларов за каждую нанесенную травму. В частности, среди основных целей «охотников за головами» были ключевые футболисты оппонентов — квотербеки. Защитники команды за каждый точно нанесенный удар соперника получали по 1 тыс. долларов, при этом в плей-офф выплаты вырастали вдвое или даже втрое. По информации НФЛ, лидер защиты команды Джонатан Вилма во время матча финала конференции 2010 года с Миннесотой, позволившего «Сэйнтс» выйти в Супербоул, лично предлагал 10 тысяч долларов любому игроку, который «сломает» основного квотербека соперника. Позже Вилма подал на Лигу в суд с требованиями снять обвинения и отменить дисквалификацию. Суд, а позже и вышестоящая инстанция, удовлетворила требования Вилмы и прочих игроков, и все обвинения были сняты.
Тренер защиты Уильямс публично принёс свои извинения НФЛ и игрокам, в дальнейшем — отстранён.
В течение трёх сезонов, после введения в контракты пункта об нанесении травм, «Сэйнтс» постоянно проходят в плей-офф, одержав не менее 11 побед в сезоне.

## Достижения
Победители чемпионата лиги (1)
- Супербоул: 2009

Победители конференции (1)
- НФК: 2009

Победители дивизиона (4)
- НФК Запад: 1991, 2000
- НФК Юг: 2006, 2009 2011, 2017, 2018